# Gravity (film)
Gravity è un film del 2013 diretto da Alfonso Cuarón.
Il film, con protagonisti Sandra Bullock e George Clooney, ha aperto la 70ª edizione della Mostra internazionale d'arte cinematografica di Venezia, proiettato in anteprima mondiale il 28 agosto 2013 nella Sala Grande del Palazzo del Cinema di Venezia.
La pellicola ha ottenuto 10 candidature all'86ª edizione dei Premi Oscar, aggiudicandosi 7 statuette: miglior regia ad Alfonso Cuarón, migliori effetti speciali, migliore fotografia, miglior montaggio, miglior colonna sonora, miglior sonoro e miglior montaggio sonoro.

## Trama
La dottoressa Ryan Stone è un'esperta ingegnere biomedico che affronta per la prima volta una missione nello spazio, la STS-157. Assieme a lei sullo Space Shuttle Explorer c'è l'astronauta Matt Kowalsky, in quella che sarà la sua ultima missione prima di andare in pensione. Durante una passeggiata all'esterno dello Shuttle per alcuni lavori di manutenzione sul telescopio spaziale Hubble, vengono avvertiti dal Controllo Missione di Houston riguardo ad un missile russo che ha colpito un satellite ormai in disuso la cui conseguente esplosione ha causato una reazione a catena che ha distrutto altri satelliti e quindi creato un'onda di detriti che si muove ad altissima velocità. Mentre l'equipaggio inizia in tutta fretta il processo di ritorno nell'Explorer per rientrare il prima possibile, i detriti colpiscono e danneggiano molto gravemente sia lo Shuttle, sia il telescopio e uccidono il collega Shariff e gli altri membri dell'equipaggio rimasti sulla navetta, lasciando Stone e Kowalsky da soli alla deriva nello spazio, senza comunicazioni con Houston, dato che anche i satelliti che garantivano i ponti radio sono stati danneggiati o distrutti.
Il comandante Kowalsky, l'unico a disporre di uno zaino jet, riesce a recuperare la dottoressa Stone che fluttuava nello spazio senza controllo dopo l'incidente e a trainarla con sé agganciandola con un cavo. Con lo Shuttle distrutto e in attesa del secondo passaggio della micidiale onda di detriti, la loro unica speranza è raggiungere la Stazione spaziale internazionale, distante pochi chilometri dal punto in cui stavano operando in orbita. Con il propellente esaurito i due superstiti riescono a raggiungere la stazione. Tuttavia il comandante Kowalsky è costretto a sacrificarsi lasciandosi andare alla deriva nello spazio per evitare la stessa sorte anche alla dottoressa.
Affranta dal sacrificio del comandante, la dottoressa Ryan Stone, che nel frattempo ha quasi esaurito la propria riserva di ossigeno, riesce a penetrare nella Stazione Internazionale, danneggiata, disabitata e piena di oggetti fuori posto. Cerca di raggiungere il veicolo spaziale Sojuz in tutta fretta a causa del divampare di un incendio e di sganciarsi dalla stazione, ma il paracadute di frenata, apertosi a causa dell'impatto dei detriti, si è impigliato nella struttura della stazione e le impedisce di staccarsi. Solo tornando all'esterno potrà sganciare il paracadute, ma una nuova ondata di detriti ad altissima velocità la coglie mentre cerca di eseguire l'operazione e solo a fatica riesce a rientrare nel Sojuz mentre la Stazione Spaziale Internazionale viene distrutta.
Con la navetta russa pesantemente danneggiata e senza paracadute non può rientrare sulla Terra, pertanto, come ultima speranza, deve dirigersi verso la stazione cinese Tiangong 1. All'interno del modulo Sojuz, la dottoressa Stone riesce ad ottenere un contatto insperato via radio e tenta quindi di lanciare il mayday. Scopre, poi, di essere in collegamento con un radioamatore inuit sulla Terra e non con Houston come aveva per un attimo sperato. La donna sente, dall'altra parte, il guaito di alcuni cani e il pianto di un neonato che per qualche momento la rasserena. Il motore principale della Sojuz non si attiva e la donna, ormai disperata, è pronta a lasciarsi morire chiudendo l'erogazione di ossigeno nella capsula. Ad un tratto all'esterno della stazione appare Kowalsky - in realtà in un'allucinazione della dottoressa - che, entrando nel modulo, la scuote bonariamente dalla sua disperazione e le suggerisce di usare i razzi di atterraggio del modulo della navetta russa per imprimere il movimento sufficiente ad avvicinarsi alla stazione cinese. La Tiangong 1 viene così raggiunta, ma sta vistosamente perdendo quota.
A bordo della navetta di salvataggio cinese Shenzhou, sganciata dalla stazione cinese poco prima della sua distruzione all'ingresso nell'atmosfera, la dottoressa Stone riuscirà ad affrontare la rovente discesa nell'atmosfera terrestre e infine ad ammarare in un lago di una landa desolata di un luogo imprecisato, dove però sono già in arrivo i soccorsi preannunciati via radio durante la sua discesa.

## Produzione

### Sceneggiatura
Il progetto è nato molti anni prima della sua realizzazione; Alfonso Cuarón ha scritto la sceneggiatura, insieme al figlio Jonás, per la Universal Pictures, ma il progetto è stato poi cancellato dalla Universal per l'elevato costo e il rischio commerciale. Successivamente lo script, insieme ai diritti di distribuzione, è stato acquistato nel febbraio 2010 dalla Warner Bros.

### Cast

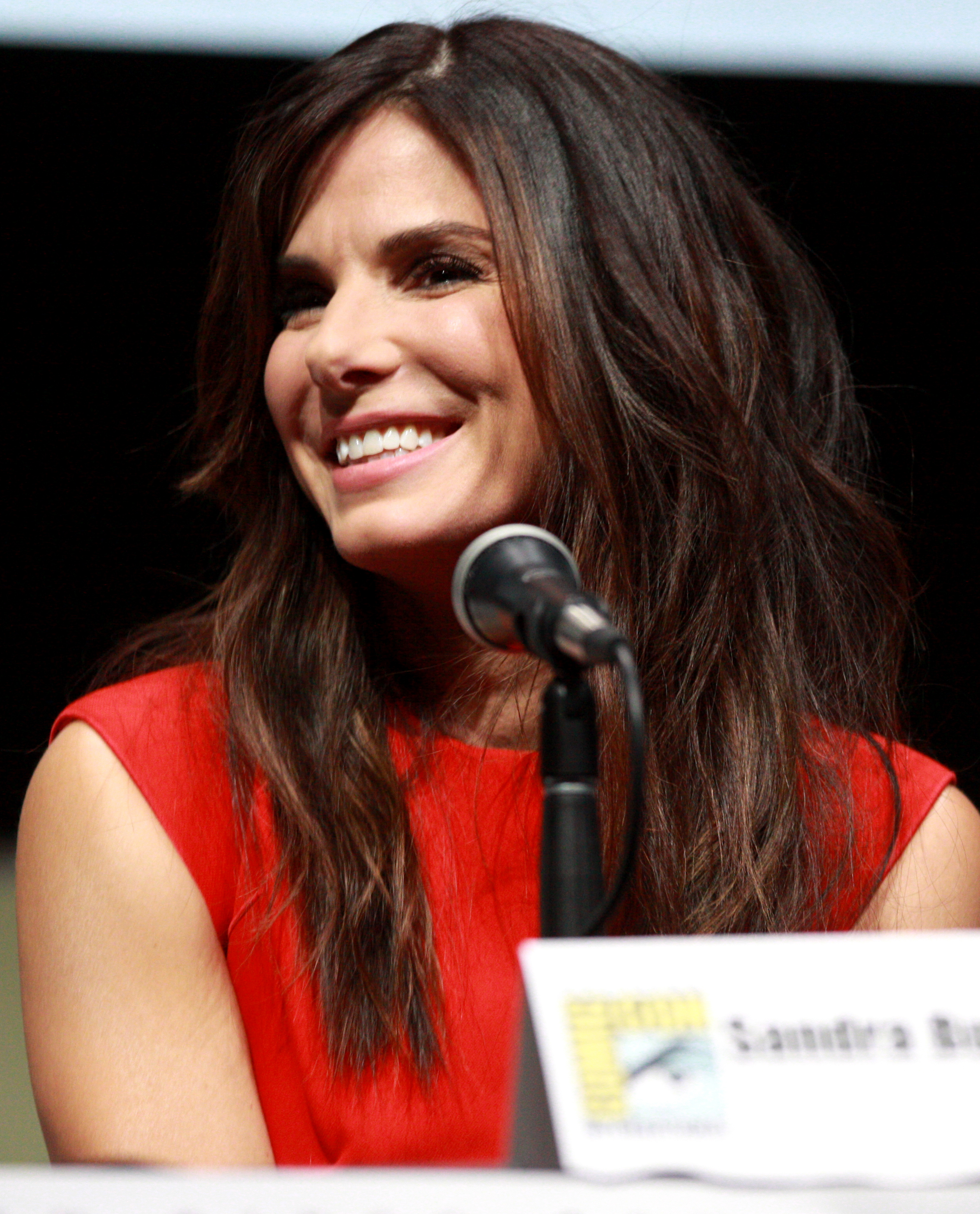
Sandra Bullock al San Diego Comic-Con International del 2013 per promuovere il film

Warner Bros. ha inizialmente mostrato il progetto ad Angelina Jolie, ma l'attrice ha rifiutato il ruolo. Furono poi considerate per il ruolo principale femminile, le attrici Marion Cotillard, Scarlett Johansson, Blake Lively, Rachel Weisz, Natalie Portman, Naomi Watts, Abbie Cornish, Carey Mulligan, Sienna Miller, Rebecca Hall e Olivia Wilde. Prima di dare il ruolo a Sandra Bullock, la Warner scritturò Blake Lively prima, e Natalie Portman poi, che però declinarono il progetto.
Per il ruolo di protagonista maschile, invece, era stato scritturato Robert Downey Jr., che tuttavia rifiutò per il conflitto con le riprese dei film Iron Man 3 e The Avengers. Successivamente, per il ruolo, sono stati presi in considerazione gli attori Daniel Craig, Tom Cruise, Tom Hanks, Harrison Ford, John Travolta, Bruce Willis, Russell Crowe, Kevin Costner e Denzel Washington.
Infine gli attori scelti per la parte sono stati George Clooney e Sandra Bullock.

#### Sandra Bullock
L'attrice, anche grazie al Premio Oscar vinto nel 2010, riesce ad ottenere uno dei contratti più alti della storia del cinema: partendo dai 20 milioni di dollari di cachet per la sua partecipazione alla pellicola, ottiene il 15% del guadagno Warner per i diritti di noleggio e distribuzione del film, che si aggira intorno ai 50 milioni, arrivando ad un totale di 70 milioni di dollari.
Per prepararsi alle riprese del film, la Bullock si è allenata intensamente per sei mesi mentre imparava la sceneggiatura del film. Oltre all'allenamento fisico, insieme al regista Cuarón, si è soffermata sul respiro del personaggio, che doveva rappresentare le emozioni della dottoressa Stone sia per lo stress causato dalla situazione che per la mancanza di ossigeno.
In contemporanea con l'allenamento, l'attrice ha dovuto imparare tantissimi spostamenti, precisi al secondo, per i vari cambi di ripresa delle cineprese, oltre ai movimenti naturali del personaggio.
L'astronauta Catherine Coleman ha chiamato la Bullock direttamente dalla Stazione spaziale internazionale per parlarle della vita nello spazio e dare consigli per l'interpretazione dell'attrice.

### Budget
Il budget della pellicola è di 100 milioni di dollari.

### Riprese
Le riprese del film vengono effettuate con macchina da presa digitale Arri Alexa classica equipaggiata con lenti Arri Master Prime, per essere poi convertite in 3D durante la fase di post-produzione. La scena finale, ambientata sulla Terra, viene ripresa con fotocamera Arri 765 usando la pellicola da 65mm, per mettere in risalto il contrasto col resto del film.
Il film è entrato in lavorazione nel maggio 2011, e le riprese sono iniziate il 14 del mese stesso e sono terminate il 6 luglio dello stesso anno.

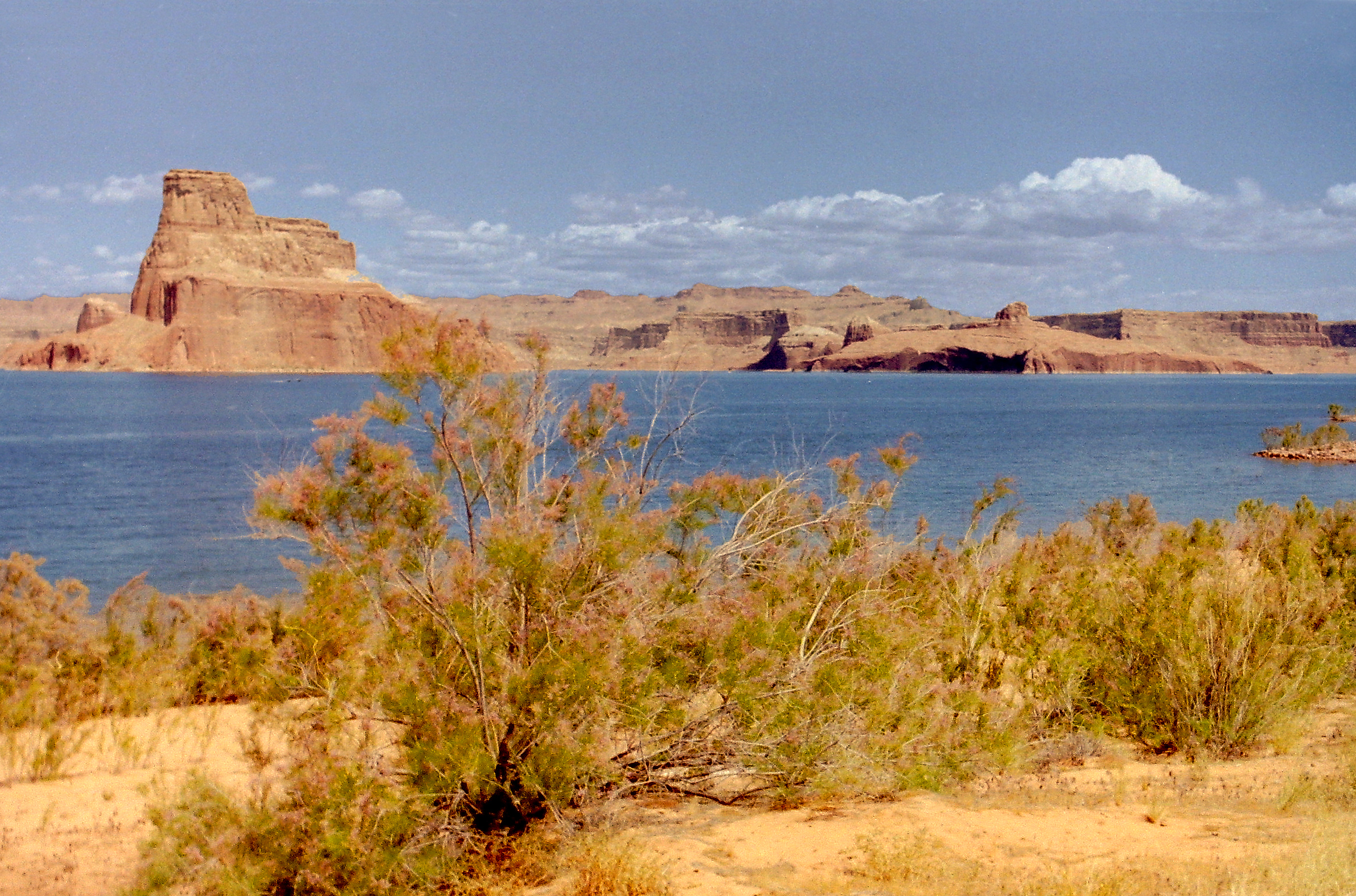
Il Lago Powell, zona delle riprese

Il film contiene circa 155 inquadrature, con una lunghezza media di 45 secondi ognuna, con conseguente risultato di avere minor numero di inquadrature ma più lunghe, rispetto ai tantissimi altri film della stessa durata. Il piano sequenza della scena iniziale dura ben 17 minuti.

#### Luoghi delle riprese
Le scene che si svolgono nello spazio e negli interni delle varie stazioni spaziali, vengono realizzate nei Pinewood Studios e nei Shepperton Studios, entrambi nel Regno Unito, mentre la scena sulla terraferma viene ripresa nel Lago Powell, in Arizona.

### Effetti speciali
La realizzazione degli effetti speciali è stata affidata alla società Framestore, già realizzatrice degli effetti speciali dei film Superman Returns, Il cavaliere oscuro e La bussola d'oro, per il quale ha vinto il premio Oscar ai miglior effetti speciali, e sono stati supervisionati da Tim Webber nella sede londinese della società, che ha partecipato anche nell'animazione e nella previsualizzazione delle varie sequenze del film. Gli effetti speciali appaiono in tutto il film, eccetto che in sole diciassette sequenze. Tim Webber ha anche annunciato che l'80% del film è composto da computer grafica, che comparato al 60% di Avatar rende meglio l'idea del lavoro effettuato. Per simulare l'autenticità ed il riflesso della luce filtrata nello spazio, è stato costruito un sistema di illuminazione a comando manuale comprensivo di 1,8 milioni di LED controllati individualmente.
Il 3D, disegnato e supervisionato da Chris Parks, è stato creato in stereoscopia dalla Framestore e convertito dalla società Prime Focus, con supervisore Richard Baker, e aggiuntivi lavori di conversione della stessa Framestore.
Grazie all'eccellente lavoro, il film ha ottenuto il premio Oscar per i Migliori effetti speciali.

## Colonna sonora
La colonna sonora del film è stata affidata al compositore Steven Price. Il 4 settembre 2013 viene distribuita online un'anteprima di 23 minuti della colonna sonora. L'album Gravity: Original Motion Picture Soundtrack è stato pubblicato in digitale il 17 settembre 2013 e su CD il 1º ottobre, dall'etichetta discografica WaterTower Music, di proprietà della Time Warner.

### Tracce
Testi e musiche di Steven Price.
1. Above Earth – 1:50
2. Debris – 4:24
3. The Void – 6:15
4. Atlantis – 3:43
5. Don't Let Go – 11:11
6. Airlock – 1:57
7. ISS – 2:53
8. Fire – 2:57
9. Parachute – 7:40
10. In the Blind – 3:07
11. Aurora Borealis – 1:43
12. Aningaaq – 5:08
13. Soyuz – 1:43
14. Tiangong – 6:28
15. Shenzou – 6:11
16. Gravity – 4:35

Durata totale: 71:45

### Altre tracce
Nel film si ascoltano altre canzoni, non presenti nell'album, che sono:
- Angels Are Hard To Find di Hank Williams, Jr.
- Mera Joota Hai Japani di Shailendra, Jaikishan e Shankar
- Sinigit Meerannguaq di Juaaka Lyberth
- Destination Anywhere di Chris Benstead e Robin Baynton
- 922 Anthem di 922 (feat. Gaurav Dayal)
- Ready di Charles Scott (feat. Chelsea Williams)

Nei trailer del film viene usato come tema musicale Spiegel im Spiegel, scritta dal compositore estone Arvo Pärt nel 1978.

## Promozione
La tagline del film era:

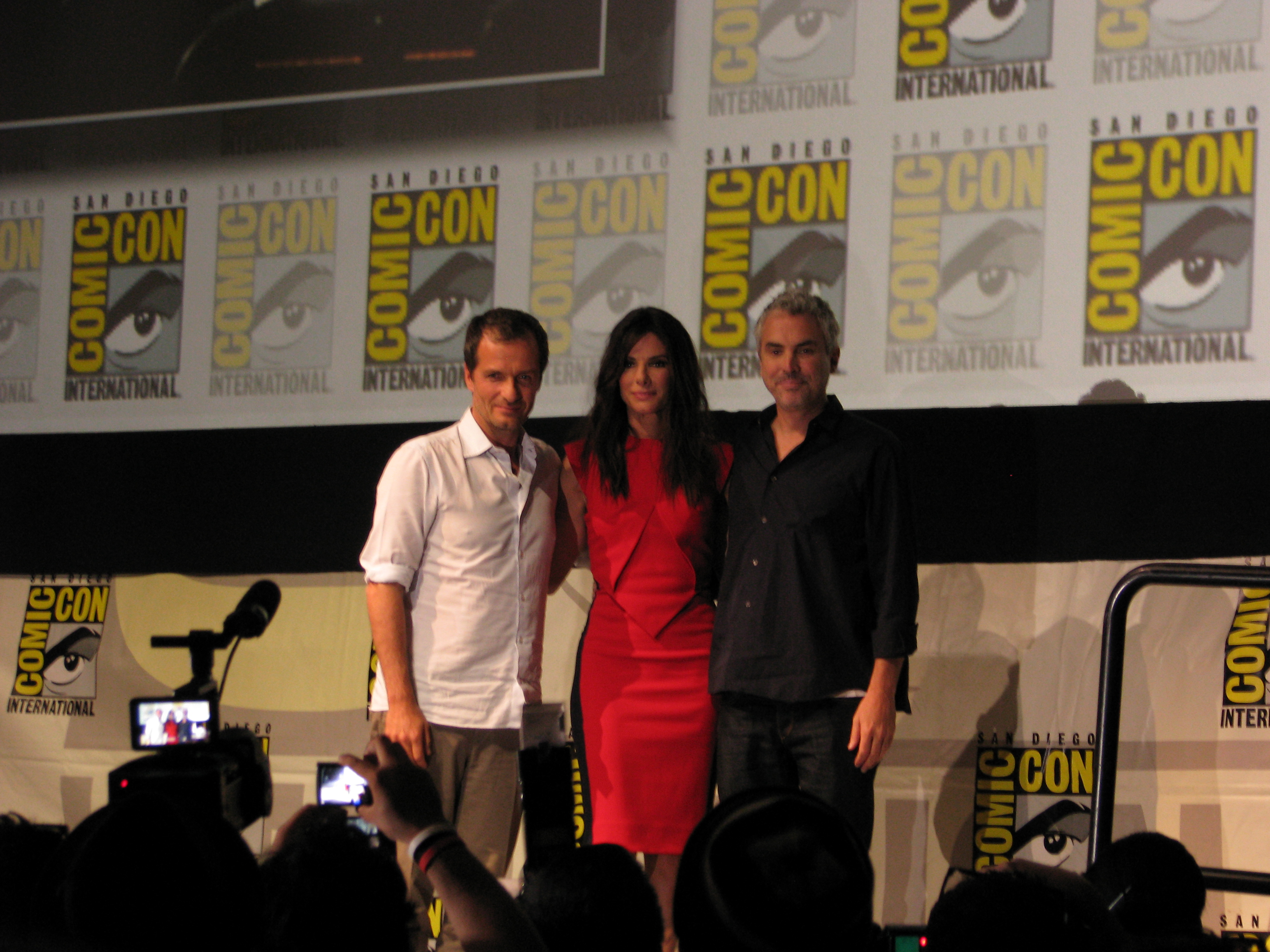
David Heyman (sulla sinistra), Sandra Bullock e Alfonso Cuarón (sulla destra) al San Diego Comic-Con International del 2013

La pellicola è stata pubblicizzata durante il San Diego Comic-Con International, nel luglio 2013, con la presenza del regista Alfonso Cuarón e l'attrice Sandra Bullock. In quest'occasione, la Warner Bros. ha riservato un intero panel per promuovere il film, di cui è stato mostrato al pubblico un piano sequenza della pioggia di detriti.

### Trailer
Il primo teaser trailer della pellicola viene mostrato al CinemaCon di Las Vegas il 16 aprile 2013, dove la Warner Bros. ha mostrato il suo listino 2013 al pubblico. In seguito la Warner Bros. annuncia la diffusione del trailer, specificando che durerà 1:25 secondi che esce online il 9 maggio.
Il teaser trailer italiano viene diffuso online il 28 maggio 2013.
Nel primo trailer sono state aggiunte delle esplosioni e alcuni suoni che nel film non sono presenti, visto che nello spazio non c'è la diffusione del suono.

## Distribuzione

### Data di uscita
Il film inizialmente era programmato per il 21 novembre 2013, ma viene poi anticipato al 4 ottobre 2013 nelle sale cinematografiche statunitensi, mentre in quelle italiane arriva il 3 ottobre.
Le date di uscita internazionali nel corso del 2013 sono state:
- 3 ottobre in Australia, Svizzera, Repubblica Ceca (Gravitace), Germania, Georgia (Gravitacia), Hong Kong, Croazia (Gravitacija), Ungheria (Gravitáció), Italia, Montenegro, Macedonia, Malaysia, Paesi Bassi, Nuova Zelanda, Filippine, Serbia (Gravitacija), Russia (Гравитация), Slovacchia, Thailandia e in Ucraina (Гравітація)
- 4 ottobre in Austria, Bulgaria, Canada (Gravité), Cipro, Estonia (Gravitatsioon), Spagna, Indonesia, Lituania (Gravitacija), Lettonia, Romania (Gravity: Misiune in spatiu), Taiwan e negli Stati Uniti d'America
- 9 ottobre in Egitto
- 10 ottobre in Argentina (Gravedad), Ecuador, Porto Rico, Portogallo (Gravidade) e a Singapore
- 11 ottobre in Brasile (Gravidade), Colombia, India, Polonia (Grawitacja), Turchia (Yerçekimi) e in Vietnam (Cuoc Chien Khong Trong Luc)
- 17 ottobre in Bolivia (Gravedad), Emirati Arabi Uniti, Cile (Gravedad), Giordania, Corea del Sud, Kuwait, Libano, Slovenia, Uruguay e nella Repubblica Dominicana
- 18 ottobre in Islanda, Messico (Gravedad), Nigeria, Panama e in Sudafrica
- 23 ottobre in Francia
- 25 ottobre in Svezia
- 30 ottobre in Belgio e Pakistan
- 7 novembre in Danimarca, Regno Unito, Grecia, Irlanda e Israele (Ko'akh meshikha)
- 8 novembre in Finlandia e Norvegia
- 14 novembre in Perù (Gravedad)
- 20 novembre in Cina
- 6 dicembre in Venezuela
- 13 dicembre in Giappone

### Divieti
Il film è stato vietato ai minori di 13 anni, negli Stati Uniti d'America, per la presenza di "intense sequenze pericolose, alcune immagini inquietanti e linguaggio inadeguato".

### Edizione italiana
Come nella gran parte delle altre nazioni, il titolo del film è rimasto immutato nell'edizione italiana.

#### Doppiaggio
Il doppiaggio italiano è stato curato dalla società CDC Sefit group, mentre lo staff che ha curato l'edizione italiana è composto da:
- Sandro Acerbo: dialoghista e direttore del doppiaggio
- Caterina Piferi: assistente al doppiaggio
- Fabio Benedetti: fonico di doppiaggio
- Fabio Tosti: fonico di mix

### Edizioni home video
Il film viene distribuito nel mercato dell'home video in DVD, Blu-ray Disc e Blu-ray 3D. Sul mercato italiano, le tre edizioni arrivano a partire dal 26 febbraio 2014, distribuite da Warner Home Video. Di seguito le specifiche delle tre edizioni.
| - Durata: 87 minuti - Audio italiano in Dolby Digital 5.1 - Sottotitoli in italiano per non udenti - Extra: - Collision Point: The Race to Clean Up Space (documentario) - Aningaaq (cortometraggio) | - Durata: 90 minuti - Audio italiano in Dolby Digital 5.1 - Sottotitoli in italiano per non udenti - Extra: - Collision Point: The Race to Clean Up Space (documentario) - Aningaaq (cortometraggio) - It Began With A Story - Gravity: Mission Control - Initial Challenges: Zero G And Long Shots - The Hues of Space – Gravity: Mission Control - The Poetry of Weightlessness - Gravity: Mission Control - Space Tech - Gravity: Mission Control - The Vastness of Gravity - Sandra and George: A Pair in Space - The Digital Pipeline - Gravity: Mission Control - Complete Silence - Gravity: Mission Control - Gravity: Behind the Visor - Shot Breakdowns - Dr. Stone's Rebirth - Shot Breakdowns - The New Sound of Action - Shot Breakdowns - Splashdown - Shot Breakdowns - Sandra's Surprise |

## Accoglienza

### Incassi
In Italia il film ha incassato un totale di 6.418.000 euro, mentre a fine corsa il box office mondiale è arrivato a 716.392.705 dollari.

#### Fine settimana d'apertura
Nel suo primo fine settimana di apertura negli Stati Uniti d'America, Gravity ha incassato 55.785.112 dollari nelle 3.575 sale in cui è stato distribuito, mentre nel primo fine settimana italiano il film ha incassato oltre 2 milioni di euro nelle 399 sale in cui è programmato.
Grazie all'incasso del primo fine settimana negli Stati Uniti, Gravity è il film col miglior incasso d'apertura di sempre nel mese di ottobre e anche nella stagione autunnale.

#### Seguenti weekend
Nel secondo weekend statunitense il film incassa 43.188.256 dollari (9 dei quali nelle sale IMAX), riportando così la miglior tenuta di sempre per un film che nel primo weekend ha incassato più di 40 milioni, con un calo di incassi del solo 21%.. Inoltre è il miglior secondo weekend di sempre per film in formato IMAX
Nel terzo fine settimana il film resta ancora in testa al botteghino statunitense incassando più di 31 milioni di dollari, con un calo del 28%, che segna un altro record straordinario di tenuta al box office,, mentre in Italia nel terzo weekend si ferma in quarta posizione, arrivando ad un incasso totale di 5,2 milioni di euro.

#### Incassi 3D e IMAX
Nel primo fine settimana gli incassi nelle sale 3D sono stati l'80% del botteghino totale, mentre nel secondo fine settimana la percentuale è salita all'82%, superando di netto anche Avatar, fermo al solo 71% degli incassi arrivati dal 3D.
Il 7 febbraio 2014 la IMAX Corporation e la Warner Bros. hanno comunicato che la pellicola ha superato la soglia dei 100 milioni di dollari incassati in tutto il mondo nelle sole sale IMAX dal 3 ottobre. Nello specifico ha incassato 48,6 milioni nelle 330 sale IMAX statunitensi e 51,5 milioni nelle 309 sale internazionali. È il terzo film nella storia ad aver superato la soglia dei 100 milioni, dopo Avatar e Il cavaliere oscuro - Il ritorno.

### Critica
I critici hanno espresso opinioni molto favorevoli riguardo al film, in particolare riguardo all'interpretazione di Sandra Bullock. Anche il regista James Cameron ha espresso la sua opinione sul film, definendolo "Il miglior space movie mai realizzato".
Sul sito Quickflix.com i critici hanno scritto riguardo al film: "Il vecchio adagio “Non fanno più film come una volta” dovrebbe essere cambiato, con “Gravity”, in “Non hanno mai fatto niente di simile prima”". Sean O'Connell di CinemaBlend.com lo ha definito: "Una discesa mozzafiato, un film da vedere assolutamente." Tom Huddleston di Time Out ha dichiarato: "Non è solo il film più bello dell'anno, è una delle conquiste più suggestive della storia del cinema e degli effetti speciali".
In Italia, Gabriele Niola di MyMovies.it ha sottolineato la capacità del film di rinnovare l'immaginario spaziale: "La visione prettamente americana dello spazio, un luogo d'avventure in cui l'uomo deve combattere contro ogni avversità naturale, stavolta è fusa con quella promossa dallo storico rivale, il cinema sovietico degli anni '70, in cui lo spazio è il posto più vicino possibile alla metafisica, terreno di visioni interiori che diventano realtà e di incontro con il sé più profondo, fino a toccare anche l'idea di origine (o ritorno) alla vita di 2001: Odissea nello spazio in un momento di struggente bellezza, in cui il corpo di Sandra Bullock pare danzare con meravigliosa lentezza".
Anche Federico Chiacchiari su Sentieri Selvaggi loda questo "cinema fluttuante e di respiro, di corpi galleggianti e sbattuti nel vuoto, di navi spaziali/case provvisorie da conquistare per passare alla prossima, di set sempre più astratti che permettono sfondi fantastici".
Non sono tuttavia mancate critiche rivolte alla sospensione dell'incredulità necessaria per godere appieno del film, viste le molte imperfezioni legate alla possibilità reale di quanto accade nello spazio.
Sul sito Internet Movie Database il film ha un voto di 7,8 su 10, mentre subito dopo l'uscita era al 35º posto della Top 250 con un voto di 8,6. Su Rotten Tomatoes il film registra un punteggio di recensioni positive di critici professionisti del 97%, risultando il film meglio recensito dell'anno e tra i 15 film con il punteggio più alto di sempre, con un voto di 9 su 10. Anche su Metacritic il film ha un punteggio molto alto, del 96% delle recensioni positive.
Nell'agosto 2019 Empire, in occasione del suo trentennale, seleziona i trenta film più importanti degli ultimi trent'anni, uno per anno, selezionando Gravity come il più importante del 2013.
Nel settembre 2019 il Guardian ha posizionato il film al trentaduesimo posto dei cento migliori film prodotti dopo il 2000.
Nel dicembre 2019, i critici di BadTaste.it posizionano la pellicola al trentatreesimo posto dei cinquanta migliori film dal 2000 al 2019.

### Primati
La pellicola ha segnato i seguenti primati cinematografici:
- Miglior incasso d'apertura di sempre nel mese di ottobre
- Miglior incasso d'apertura di sempre in autunno
- Miglior tenuta di sempre nel secondo weekend per un film che nel primo ha incassato più di 40 milioni (calo di incassi del solo 21%)
- Miglior secondo weekend di sempre per film in formato IMAX
- Miglior tenuta di sempre nel terzo weekend (calo di incassi del solo 28%)
- Maggior percentuale d'incassi di sempre per il 3D rispetto al botteghino totale (80% nel primo weekend e 82% nel secondo)
- Miglior incasso per un film di fantascienza nell'anno 2013

## Riconoscimenti
- 2014 - Premio Oscar
  - Migliore regia a Alfonso Cuarón
  - Miglior fotografia a Emmanuel Lubezki
  - Miglior montaggio a Alfonso Cuarón e Mark Sanger
  - Migliori effetti speciali a Tim Webber, Chris Lawrence, David Shirk e Neil Corbould
  - Miglior sonoro a Skip Lievsay, Christopher Benstead, Niv Adiri e Chris Munro
  - Miglior montaggio sonoro a Glenn Freemantle
  - Miglior colonna sonora a Steven Price
  - Nomination Miglior film a Alfonso Cuarón e David Heyman
  - Nomination Miglior attrice protagonista a Sandra Bullock
  - Nomination Miglior scenografia a Andy Nicholson, Rosie Goodwin e Joanne Woodlard
- 2014 - Golden Globe
  - Miglior regista a Alfonso Cuarón
  - Nomination Miglior film drammatico
  - Nomination Miglior attrice in un film drammatico a Sandra Bullock
  - Nomination Miglior colonna sonora originale a Steven Price
- 2014 - Premio BAFTA
  - Miglior film britannico
  - Miglior regista a Alfonso Cuarón
  - Miglior fotografia a Emmanuel Lubezki
  - Miglior sonoro a Glenn Freemantle, Skip Lievsay, Christopher Benstead, Niv Adiri e Chris Munro
  - Miglior colonna sonora a Steven Price
  - Miglior effetti speciali a Tim Webber, Chris Lawrence, David Shirk, Neil Corbould e Nikki Penny
  - Nomination Miglior film
  - Nomination Miglior attrice protagonista a Sandra Bullock
  - Nomination Miglior sceneggiatura originale a Alfonso Cuarón e Jonás Cuarón
  - Nomination Miglior montaggio a Alfonso Cuarón e Mark Sanger
  - Nomination Miglior scenografia a Andy Nicholson, Rosie Goodwin e Joanne Woodlard
- 2013 - National Board of Review of Motion Pictures
  - Migliori dieci film dell'anno
  - Creative Innovation in Filmmaking ad Alfonso Cuarón
- 2014 - Premio César
  - Nomination Miglior film straniero
- 2014 - Empire Awards
  - Miglior film
  - Miglior regista a Alfonso Cuarón
  - Miglior attrice a Sandra Bullock
  - Nomination Miglior film di fantascienza
- 2013 - Hollywood Film Festival
  - Miglior attrice dell'anno a Sandra Bullock
- 2013 - Mostra internazionale d'arte cinematografica
  - Future Film Festival Digital Award ad Alfonso Cuarón
- 2014 - Satellite Awards
  - Migliori effetti visivi
  - Miglior colonna sonora
  - Miglior suono
  - Nomination Miglior film
  - Nomination Miglior regista ad Alfonso Cuarón
  - Nomination Miglior attrice a Sandra Bullock
  - Nomination Migliore fotografia ad Emmanuel Lubezki
  - Nomination Miglior montaggio ad Alfonso Cuarón e Mark Sanger
- 2014 - Saturn Award
  - Miglior film di fantascienza
  - Miglior regia ad Alfonso Cuarón
  - Miglior attrice a Sandra Bullock
  - Miglior montaggio ad Alfonso Cuarón e Mark Sanger
  - Migliori effetti speciali
  - Nomination Miglior attore non protagonista a George Clooney
  - Nomination Miglior sceneggiatura ad Alfonso Cuarón e Jonás Cuarón
  - Nomination Migliore scenografia ad Andy Nicholson
- 2013 - Washington D.C. Area Film Critics Association Awards
  - Miglior regista ad Alfonso Cuarón
  - Miglior fotografia
  - Miglior montaggio
  - Nomination Miglior film
  - Nomination Miglior attrice a Sandra Bullock
  - Nomination Miglior scenografia
  - Nomination Miglior colonna sonora
- 2013 - New York Film Critics Online
  - Miglior regista ad Alfonso Cuarón
  - Miglior fotografia
- 2014 - MTV Movie Awards
  - Nomination Miglior performance femminile a Sandra Bullock
- 2014 - Premio Hugo
  - Miglior rappresentazione drammatica, forma lunga
- 2013 - Palm Springs International Film Festival
  - Miglior attrice a Sandra Bullock
- 2013 - GQ Men of the Year
  - Visionario dell'anno ad Alfonso Cuarón
- 2014 - Golden Trailer Awards
  - Miglior trailer
  - Miglior trailer thriller
  - Miglior spot Tv thriller
  - Miglior poster drammatico
  - Nomination Miglior spot Tv drammatico
  - Nomination Miglior grafica in uno spot Tv
  - Nomination Miglior poster d'azione
- 2013 - Key Art Awards
  - Secondo posto - Miglior tecnica audio/visiva
  - Terzo posto - Miglior trailer
- 2014 - Cinema Audio Society Awards
  - Miglior missaggio del suono
- 2013 - Boston Society of Film Critics
  - Miglior fotografia
- 2013 - Los Angeles Film Critics Association
  - Miglior film
  - Miglior regista ad Alfonso Cuarón
  - Miglior fotografia ad Emmanuel Lubezki
  - Miglior montaggio ad Alfonso Cuarón e Mark Sanger
- 2014 - Online Film Critics Society Awards
  - Nomination Miglior film
  - Nomination Miglior regista ad Alfonso Cuarón
  - Nomination Miglior attrice protagonista a Sandra Bullock
  - Nomination Miglior montaggio
  - Nomination Miglior fotografia
- 2014 - People's Choice Awards
  - Miglior film drammatico
  - Miglior attrice drammatica a Sandra Bullock
  - Nomination - Miglior coppia a Sandra Bullock e George Clooney
- 2014 - ACE Eddie Awards
  - Nomination - Miglior montaggio per un film drammatico ad Alfonso Cuarón e Mark Sanger
- 2014 - American Society of Cinematographers Awards
  - Miglior direzione della fotografia a Emmanuel Lubezki
- 2014 - Directors Guild of America Award
  - Miglior regista ad Alfonso Cuarón
- 2014 - Producers Guild of America Award
  - Miglior film
- 2014 - Screen Actors Guild Awards
  - Nomination Miglior attrice a Sandra Bullock
- 2014 - Art Directors Guild Awards
  - Miglior scenografia per un film fantasy o fantascientifico a Andy Nicholson
- 2014 - Motion Picture Sound Editors
  - Miglior montaggio sonoro negli effetti sonori
- 2014 - VES Awards
  - Migliori effetti visivi di primo piano in un lungometraggio cinematografico
  - Migliori ambientazione virtuale in un film live-action per il cinema per gli interni
  - Migliori ambientazione virtuale in un film live-action per il cinema per gli esterni
  - Migliori fotografia virtuale in un film live-action per il cinema
  - Migliori modelli in CG in un film live-action per il cinema per gli esterni della ISS
  - Migliori effetti speciali e simulazioni animate in un film live-action per il cinema per il lancio e distruzione della ISS
  - Miglior compositing in un film live-action per il cinema
  - Nomination Migliori effetti di animazione in un film live-action per il cinema per il personaggio di Ryan
- 2014 - Critics' Choice Movie Award
  - Miglior regista ad Alfonso Cuarón
  - Miglior attrice in un film d'azione a Sandra Bullock
  - Miglior film fantascientifico/horror
  - Miglior montaggio ad Alfonso Cuarón e Mark Sanger
  - Miglior fotografia a Emmanuel Lubezki
  - Migliori effetti visivi
  - Miglior colonna sonora a Steven Price
  - Nomination Miglior film
  - Nomination Miglior attrice a Sandra Bullock
  - Nomination Miglior scenografia ad Andy Nicholson e Rosie Goodwin
- 2014 - Kids' Choice Awards
  - Nomination Miglior attrice a Sandra Bullock
  - Nomination Miglior attrice action a Sandra Bullock
- 2014 - NAACP Image Award
  - Nomination Miglior sceneggiatura ad Alfonso Cuarón e Jonás Cuarón
- 2014 - Teen Choice Awards
  - Nomination Miglior attrice in un film drammatico a Sandra Bullock
- 2013 - St. Louis Film Critics Association Awards
  - Migliori effetti speciali
  - Secondo classificato Miglior fotografia a Emmanuel Lubezki
  - Secondo classificato Migliori musiche a Steven Price
  - Secondo classificato Miglior scena per la scena di apertura
  - Nomination Miglior regista a Alfonso Cuarón
  - Nomination Miglior film
  - Nomination Miglior attrice a Sandra Bullock

## Accuratezza scientifica
Poche settimane dopo l'uscita in sala, molti esperti e studiosi di fisica e astrofisica, nonché veri astronauti, hanno criticato, sia sulla carta stampata che online, la visione dello spazio fornita dal film, sottolineando a più riprese errori e imprecisioni.
Pur apprezzando vari elementi, quali gli spettacolari effetti visivi e la colonna sonora, hanno messo in risalto come l'opera richieda una notevole sospensione dell'incredulità. Alcune premesse basilari della trama non potrebbero infatti accadere nella realtà. Tra gli aspetti più criticati, il modo con cui i protagonisti del film si muovono nello spazio, il tentativo di spostarsi dal telescopio Hubble alla stazione spaziale, impensabile senza un adeguato supporto tecnologico date le differenze orbitali, e l'improbabile rapida formazione di detriti. Molto apprezzata è stata invece la fedele riproduzione dello stesso telescopio Hubble e della stazione spaziale, nonché le vedute dello spazio profondo e della Terra dal punto di vista dei protagonisti.

## Opere derivate
Alla 70ª edizione della Mostra internazionale d'arte cinematografica di Venezia e al Telluride Film Festival, viene presentato insieme al film un cortometraggio nato come spin-off e intitolato Aningaaq, scritto e diretto da Jonás Cuarón, che mostra ciò che avviene dall'altra parte della radio durante la conversazione tra la dottoressa Ryan Stone e un uomo sulla Terra.